# Apple Corps
La Apple Corps Ltd. è un'azienda multidivisionale operante nel settore multimediale fondata nel gennaio del 1968 dal gruppo musicale The Beatles.
La principale divisione fu la Apple Records; attorno ad essa sorsero la Apple Electronics, la Apple Films, la Apple Publishing, la Apple Retail e infine la Apple Boutique londinese.
Dal 1970 al 2007 fu diretta dal manager Neil Aspinall; successivamente l'amministratore è diventato Jeff Jones.

## Storia
L'Apple fu fondata per una serie di ragioni: innanzitutto i Beatles avevano accumulato un buon patrimonio, che poteva anche essere investito in qualche attività imprenditoriale, inoltre i proventi delle innumerevoli cover e dei diritti d'autore rendevano allettante l'idea di poterli usufruire in modo ottimale e infine i Beatles erano spinti dall'ambizione di ricalcare le orme dei "mecenati" promuovendo e finanziando talenti emergenti in settori alternativi, di avanguardia e così via.
Durante la fase di lancio dell'azienda, Lennon e McCartney affermarono di voler realizzare una sorta di comunismo occidentale, incominciando dal mondo degli artisti.
Il nome dell'azienda fu ideato da McCartney sotto l'influenza di un quadro di René Magritte, il logo fu disegnato da Gene Mahon, e fu fondamentale la collaborazione di Alan Aldridge come illustratore dei loro dischi e delle loro copertine.
I primi due anni dell'azienda coincisero però con il deteriorarsi dei rapporti fra i quattro Beatles e dopo lo scioglimento del gruppo (1970), la Apple entrò in uno stato di caos progettuale, imprenditoriale e finanziario.

Quando nel 1975, dopo cinque anni di dispute legali, i Beatles non erano più neanche soci, venne effettuata la proposta di dissolvere la Apple, ma fu deciso di mantenerla in vita, ritirando alcune sue divisioni.
Attualmente l'azienda possiede una sede centrale al 27 di Ovington Square, in un prestigioso quartiere londinese.
L'azienda nel corso degli anni ha avuto una lunga disputa giudiziaria con la Apple (ora Apple Inc.) che si è risolta nel 2007 con il trasferimento del nome "Apple" alla Apple Inc. previo conguaglio nei confronti della azienda dei Beatles.

## Le divisioni

### Apple Electronics
Fu la divisione guidata da Magic Alex (Yanni Alexis Mardas), che con intenti avveniristici, avrebbe dovuto, almeno nelle intenzioni dei soci, rivoluzionare il mercato dell'elettronica di consumo; ma in pratica nessun prodotto vide la luce dalla sua fabbrica. L'unico progetto abbozzato fu una radio, il cui prezzo di vendita però non sembrò competitivo neanche agli ideatori.

### Apple Films
La divisione cinematografica produsse alcuni documentari sulla band T. Rex, oltre ai film Magical Mystery Tour e Yellow Submarine, il concerto per il Bangladesh di George Harrison & friends (The Concert for Bangladesh) e il musical-horror Son of Dracula.

### Apple Publishing
Oltre a pubblicare i lavori di artisti pop/rock come i Grapefruit e le canzoni di George Harrison ("Harrisongs") e Ringo Starr ("Starling Music") ebbe successo più che altro con gli sfortunati Badfinger e con i loro brani "No Matter What", "Day After Day" e "Without You".

Pubblicò lavori di vari altri artisti, tra i quali ricordiamo Yōko Ono, Billy Preston, Radha Krsna Temple.

### Apple Retail
L'Apple Boutique fu un negozio situato in Baker Street a Londra e fu una delle prime avventure della Apple Corps. Il negozio fu inaugurato il 7 dicembre del 1967 e chiuse i battenti poco dopo, il 30 luglio del 1968. Fra le cause del fallimento, il taccheggio incontrollato.

### Apple Studio
Gli Apple Studio furono costruiti al numero 3 di Savile Row.
Furono progettati, da Magic Alex, ma inizialmente furono viziati da difetti tecnici al punto da renderli inutilizzabili.
Quando furono restaurati, vennero utilizzati dai Beatles che vi registrarono una parte del loro film e del loro album Let It Be.
Nel 1970 e nel 1971 venne apportate altre migliorie tecniche che invogliarono un buon numero di artisti, come Harry Nilsson e Marc Bolan, ad effettuare in quel luogo le registrazioni dei loro lavori.

## Presidenti
- Neil Aspinall (1968-2007)[4]
- Jack Oliver (2007-2019)[5]
- Jeff Jones (2019-presente)